# Scott Fischer

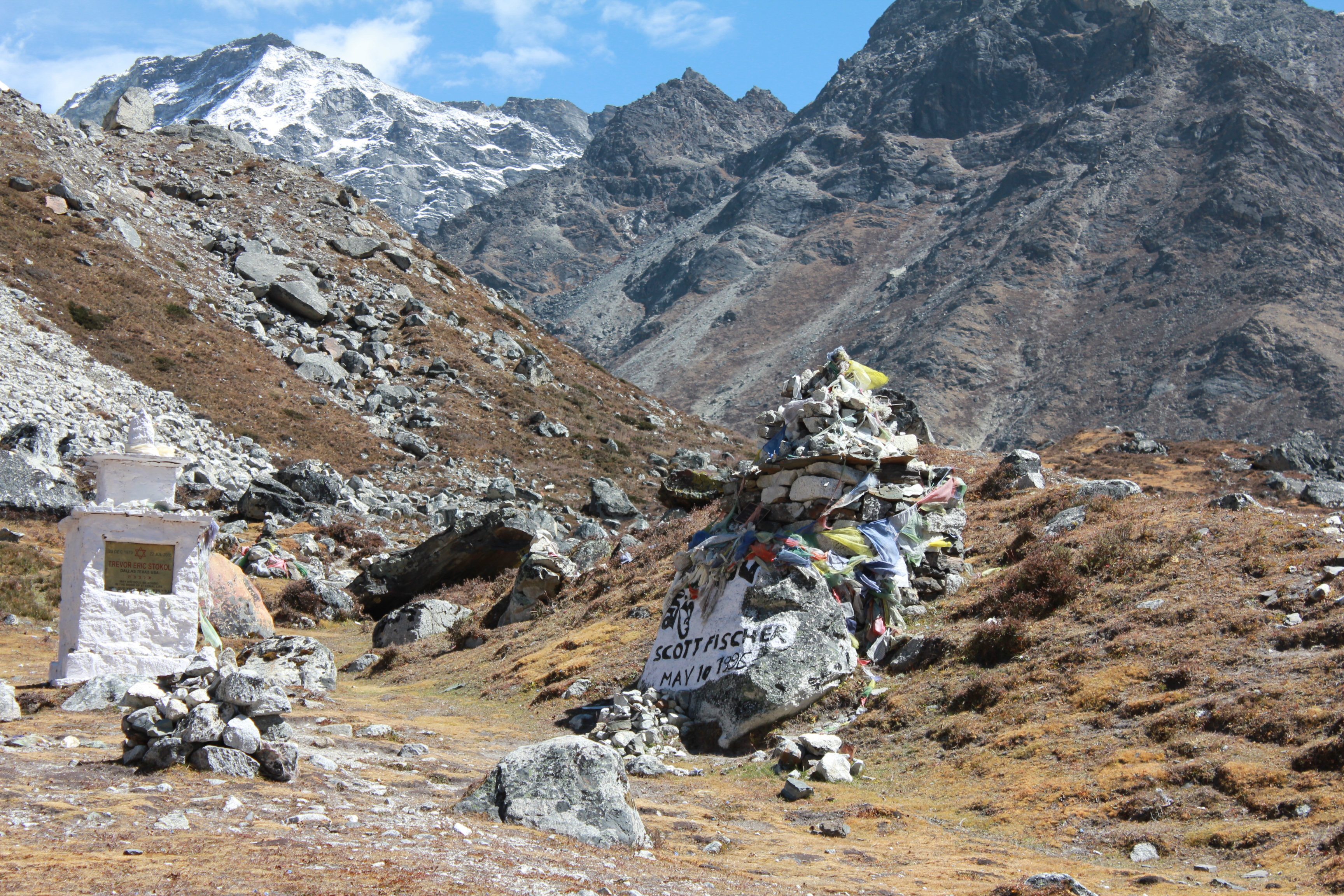
pomník Scotta Fischera na svahu Mount Everestu

Scott Eugene Fischer (24. prosince 1955 Muskegon, Michigan – 11. května 1996 Mount Everest) byl americký horolezec, známý především jako vedoucí jedné z výprav, které postihla Tragédie na Mount Everestu v roce 1996.
Scott Fischer patřil mezi zkušené horolezce. Bez umělého kyslíku zdolal Mount Everest (1994) a K2. V roce 1984 založil společnost Mountain Madness. Jako první Američan stál na vrcholu Lhoce.

### Filmy
- Robert Markowitz: Into Thin Air: Death on Everest (1997)
- David Breashears: Everest na dosah: Tragický rok 1996 (2007)
- Baltasar Kormákur: Everest (2015)